# 全国郷土紙連合
全国郷土紙連合（ぜんこくきょうどしれんごう）は、日本新聞協会加盟の地域紙発行者で構成する連合である。1990年代初めには17社が加盟していたが、加盟紙の脱退や廃刊を経た後、2024年6月時点は12社が加盟している。
現在の会長は、2020年から釧路新聞社長の星匠が務めており、全国郷土紙連合事務局は、東京都中央区築地にある釧路新聞東京支社内に置かれている。

## 加盟紙
- 釧路新聞（北海道釧路市）
- 十勝毎日新聞（北海道帯広市）
- 苫小牧民報（北海道苫小牧市、一時期脱退していた期間あり）
- 北羽新報（秋田県能代市）
- 荘内日報（山形県鶴岡市）
- 長野日報（長野県諏訪市）
- 東愛知新聞（愛知県豊橋市）
- 紀伊民報（和歌山県田辺市）
- 宇部日報（山口県宇部市）
- 南海日日新聞（鹿児島県奄美市）
- 宮古毎日新聞（沖縄県宮古島市）
- 八重山毎日新聞（沖縄県石垣市）

## 過去の加盟紙
- 防長新聞（山口県岩国市、2006年12月廃刊）
- 常陽新聞（旧・常陽新聞新社、茨城県土浦市、2013年8月廃刊）